# Marianna Krajčírová

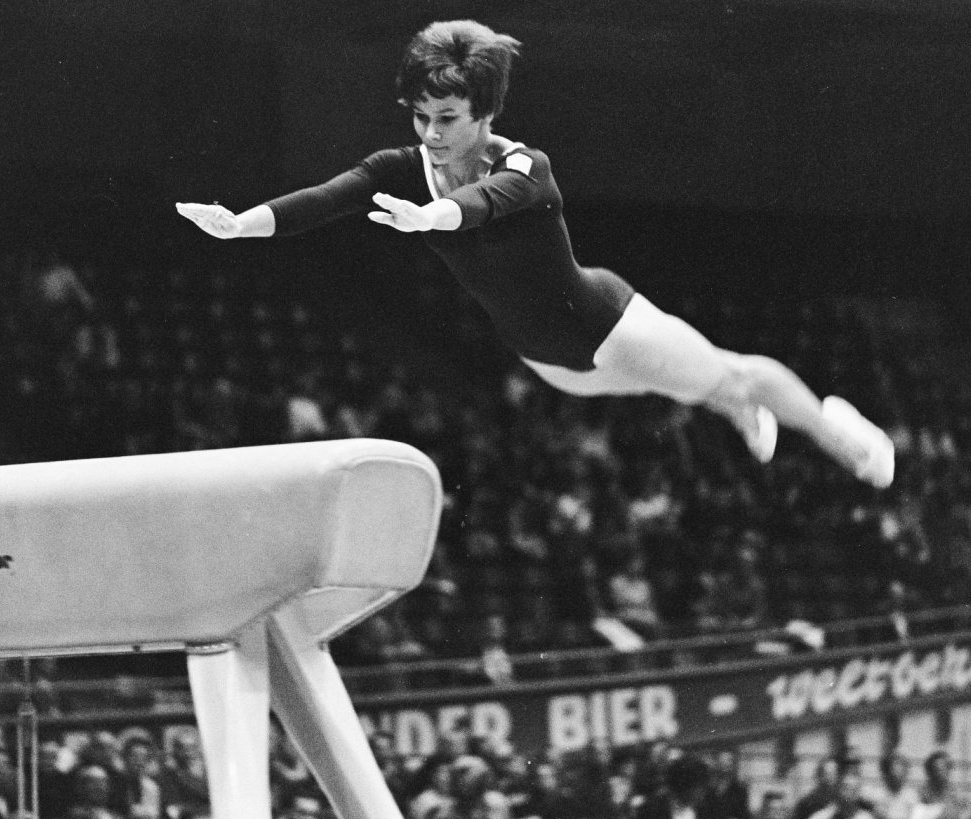
Marianna Krajčírová (1966)

Marianna Krajčírová, nach Heirat Marianna Némethová, (* 1. Juni 1948 in Košice) ist eine ehemalige tschechoslowakische Turnerin, die bei zwei Olympischen Spielen Medaillen erturnte.

## Karriere
Bei den Olympischen Spielen 1964 in Tokio gewann die Riege aus der Tschechoslowakei mit Věra Čáslavská, Marianna Krajčírová, Jána Posnerová, Hana Růžičková, Jaroslava Sedláčková und Adolfína Tkačíková die Silbermedaille im Mannschaftswettbewerb hinter der Riege aus der Sowjetunion und vor der Riege aus Japan. In der Einzelwertung belegte Marianna Krajčírová den 22. Platz. Sie konnte sich nicht für ein Gerätefinale qualifizieren, ihre beste Platzierung im Vorkampf war der achte Platz am Stufenbarren, sechs Turnerinnen erreichten das Gerätefinale.
Die sowjetische Riege hatte 1954, 1958 und 1962 den Weltmeistertitel in der Mannschaftswertung gewonnen. Bei den Weltmeisterschaften 1966 in Dortmund siegte die Riege aus der Tschechoslowakei mit 
Věra Čáslavská, Jaroslava Sedláčková, Marianna Krajčírová, Jana Kubičková(-Posnerová), Bohumila Řimnáčová und Jindra Košťálová knapp vor der Riege aus der Sowjetunion.

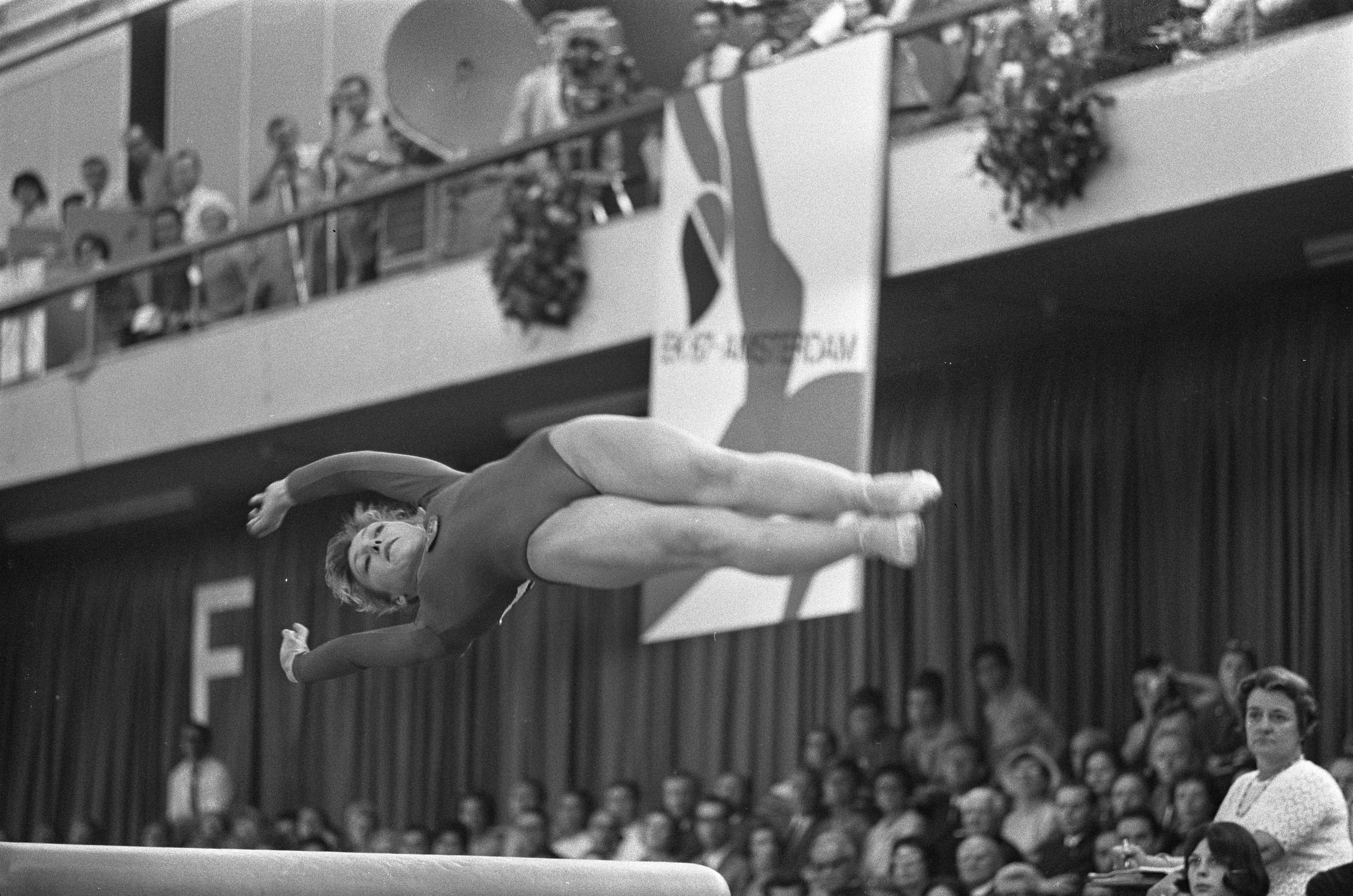
Marianna Krajčírová am Schwebebalken bei den Europameisterschaften 1967

1967 siegte Věra Čáslavská bei den Europameisterschaften in Amsterdam sowohl im Mehrkampf als auch an den vier Einzelgeräten. Marianna Krajčírová war als zweite Vertreterin der Tschechoslowakei am Start. Sie gewann die Bronzemedaille im Mehrkampf und am Stufenbarren.
Bei den Olympischen Spielen 1968 in Mexiko-Stadt siegte die sowjetische Riege wieder vor der Riege aus der Tschechoslowakei, die mit Věra Čáslavská, Marianna Krajčírová, Jana Kubičková, Hana Lišková, Bohumila Řimnáčová und Miroslava Skleničková antrat. Krajčírová belegte in der Einzelwertung den neunten Platz. Während sie als Siebte des Vorkampfs den Finaleinzug im Bodenturnen knapp verpasste, erreichte sie das Finale im Sprung. Sie belegte den vierten Platz mit 0,25 Punkten Rückstand auf die Drittplatzierte Sinaida Woronina aus der sowjetischen Riege.
Nach dem Rücktritt von Věra Čáslavská kämpfte die Riege aus der Tschechoslowakei nicht mehr mit der sowjetischen Riege um den ersten oder zweiten Platz. Bei den Weltmeisterschaften 1970 siegte die sowjetische Riege vor den Turnerinnen aus der DDR. Mit großem Abstand auf die Riege aus der DDR gewann die Riege aus der Tschechoslowakei mit Marcela Váchová, Bohumila Řimnáčová, Soňa Brázdová, Marianna Némethová(-Krajčírová), Luba Krasna und Hana Lišková noch einmal die Bronzemedaille.

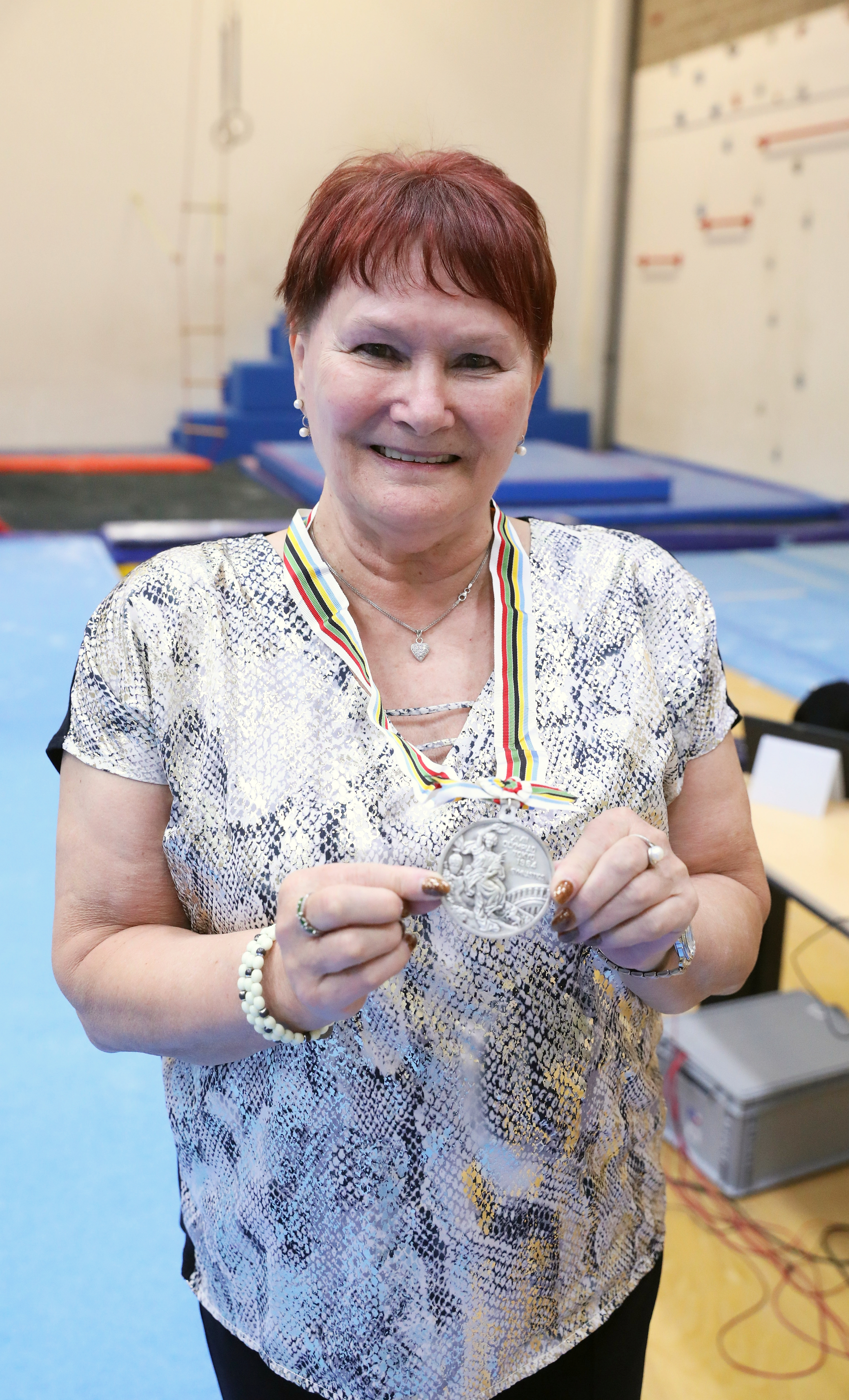
Marianna Némethová-Krajčírová im Jahr 2019 mit ihrer Silbermedaille der Olympischen Spiele 1964

Zum Abschluss ihrer Karriere nahm Marianna Némethová 1972 an den Olympischen Spielen 1972 in München teil. Die Riege mit Marianna Némethová, Zdena Dorňáková, Soňa Brázdová, Zdenka Bujnáčková, Hana Lišková und Marcela Váchová belegte den fünften Platz. In der Einzelwertung erreichte Némethová den 18. Platz, für ein Gerätefinale konnte sie sich nicht qualifizieren.